# TKS Toruń
Der Toruński Klub Sportowy Toruń (kurz TKS Toruń) war ein polnischer Sportverein aus Toruń. Der Verein wurde am 10. August 1922 gegründet und existierte bis Dezember 1937.

## Geschichte
Als erstes gründete man die Fußballabteilung, die aus ehemaligen Spielern von Sokół Toruń und Czarni Toruń bestand. Im Jahre 1923 trat der Verein dem Regionalfußballverband TZOPN bei. In den Jahren 1923–1926 gewann TKS Toruń die Pommern-Meisterschaft (A-Klasse). In der Saison 1927 gehörte der Verein zu den Gründungsmitgliedern der Liga. In der ersten Saison in der Liga unterlag TKS Toruń Wisła Krakau 0:15. Es ist bis heute die höchste Niederlage eines Vereins in der polnischen 1. Liga. Nach der Hälfte der Saison 1928 zog sich der Verein vom Spielbetrieb zurück. Im Jahr darauf meldete der neugegründete Verein TKS 29 Toruń für die A-Klasse des TZOPN. Im Dezember 1937 wurde der Verein aus finanziellen Gründen aufgelöst. Die Fußballabteilung wurde von Pomorzanin Toruń übernommen. Die Eishockeyabteilung die in den Jahren 1927 bis 1931 um die polnische Meisterschaft spielte, wurde im Dezember 1931 von Gryf Toruń übernommen.

## Erfolge

### Fußball
- Pommern-Meister: 1923, 1924, 1926, 1928 (2. Mannschaft), 1930
- Viertelfinale im polnischen Pokal: 1926

### Eishockey
- Bronze bei der polnischen Meisterschaft: 1928